# Ареновий π-комплекс перехідних металів

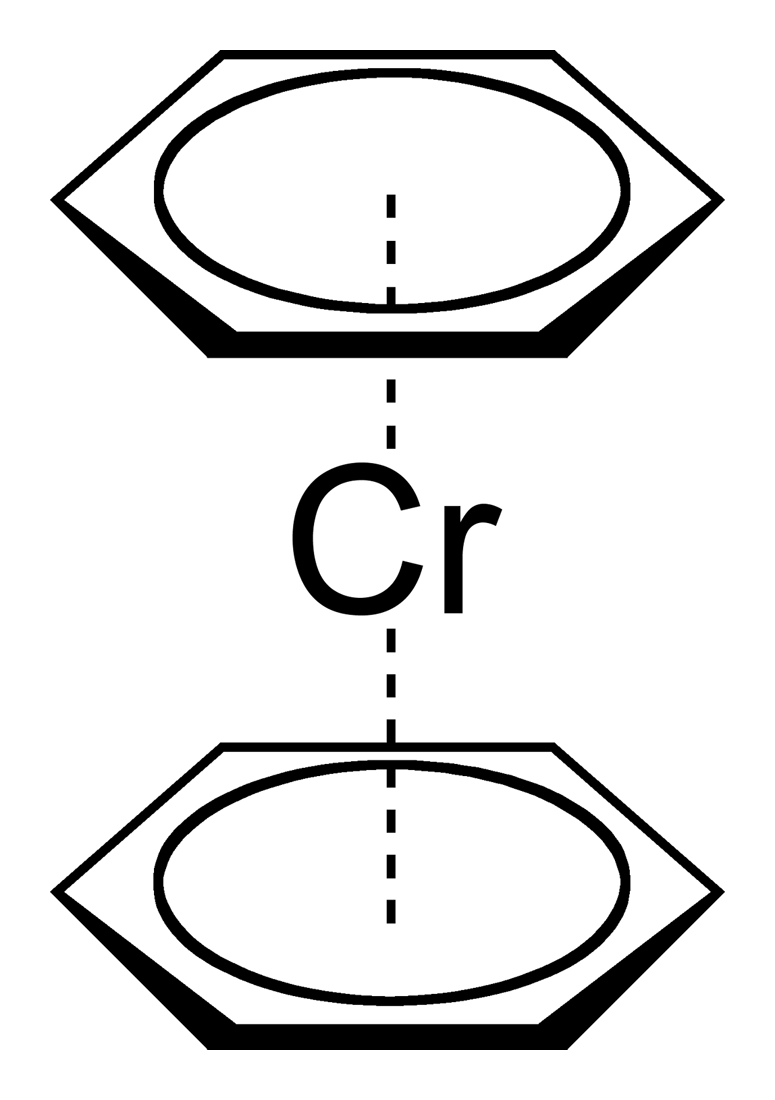
Структура Cr(η^{6}-C_{6}H_{6})_{2}

Ареновий π-комплекс перехідних металів (рос. ареновый π-комплекс переходных металлов, англ. arenes π-complex of transition metals) — комплексна сполука, в якій перехідний метал зв'язаний з одним або двома лігандними ароматичними ядрами (що є донорами π-електронів), знаходячись між їхніми площинами (наприклад, сендвічові сполуки), які часто є паралельними (приміром, у фероценi).